# Marat Dschaudatowitsch Scharipow
Marat Dschaudatowitsch Scharipow (russisch Марат Джаудатович Шарипов, englisch Marat Dzhaudatovich Sharipov; * 9. Oktober 2002 in Tscheboksary) ist ein russischer Tennisspieler.

## Karriere
Scharipow spielte auf der ITF Junior Tour. Dort spielte er ein Grand-Slam-Turnier, 2020 bei den French Open, wo er in der zweiten Runde ausschied. In der Junioren-Rangliste erreichte er mit Rang 36 seine beste Platzierung.
Bei den Profis ist Scharipow vor allem auf der ITF Future Tour aktiv und erreichte dort einmal ein Halbfinale. In der Weltrangliste ist Platz 349 im Einzel seine beste Notierung.
2022 und 2023 wurde er russischer Meister im Doppel.

## Erfolge
| Legende (Anzahl der Siege) |
| Grand Slam                 |
| ATP Finals                 |
| ATP Tour Masters 1000      |
| ATP Tour 500               |
| ATP Tour 250               |
| ATP Challenger Tour (1)    |

### Doppel

#### Turniersiege
| Nr. | Datum           | Turnier | Belag | Partner          | Finalgegner                        | Ergebnis          |
| --- | --------------- | ------- | ----- | ---------------- | ---------------------------------- | ----------------- |
| 1.  | 16. August 2025 | Sofia   | Sand  | Stefan Latinović | Miloš Karol Patrik Niklas-Salminen | 6:3, 2:6, [13:11] |